# 普庫薩納區

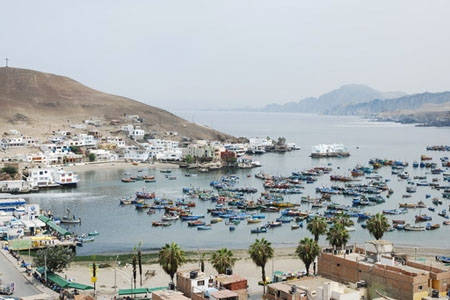

12°25′S 76°47′W / 12.417°S 76.783°W
普庫薩納區（西班牙語：Distrito de Pucusana），是秘魯的一個區，位於該國西部利馬大區的利馬省，始建於1943年1月22日，面積37.83平方公里，海拔高度15米，2005年人口9,231，人口密度每平方公里240人。